# 奥尔登堡县
奧爾登堡縣（Landkreis Oldenburg）是德國下薩克森州西部的一個縣，首府维尔德斯豪森。

## 地理
奥尔登堡县与奥尔登堡、代爾門霍斯特市、阿默兰县、克洛彭堡縣、迪普霍爾茨縣、费希塔县和威悉马施县相邻。

## 自治市鎮
- 維爾德斯豪森
- 德特林根
- 甘德克塞
- 大克內滕
- 哈滕
- 奥尔登堡地区胡德
- 瓦爾登堡
- 貝克爾恩
- 科爾恩拉德
- 丁森
- 大伊珀訥
- 哈普施泰特
- 基希塞爾特
- 普林茨赫夫特
- 溫克爾塞特